# Koktxu
Koktxu o Tabatängri (també apareix com a Teb Tengri o Kököchü) fou el germanastre de Genguis Kan (vers 1150 - vers 1207)
La mare de Genguis Kan, Oelun, va enviudar de Yesugei vers el 1167, però més tard es va tornar a casar amb un noble de nom Munglik. Aquest tenia almenys un fill, el xaman Koktxu o Teb Tengri, que fou el que va proclamar kakhan a Genguis Kan el 1206.
Durant un temps Koktxu va conspirar per dirigir l'imperi. Primer va provar de desfer-se de Qassar, el germà biologic de Genguis Kan, del que va anunciar al kan que si no es desfeia d'ell, estava en perill; Genguis Kan el va empresonar i el va privar d'honors, però li foren restituïts per intercessió de la reina mare Oelun-eke; després ho va provar amb l'altre germà, Temuché Otchigin, al que va insultar en públic. Llavors Genguis Kan, aconsellat per la seva dona Borte, va permetre a Temuché de desfer-se del xaman; un dia que Koktchu va anar amb el seu pare Munglik a visitar al kan, Temugé el va agafar i tres guàrdies li van trencar la columna vertebral (és a dir el van matar sense vessar la seva sang, con es matava als nobles mongols). El seu lloc fou ocupat pel vell Usub, de la tribu ba'arin.